# Gabriel (Iyasu)
Gabriel (imię świeckie Petros Iyasu, ur. 1940 w Wagg Zata) – duchowny Etiopskiego Kościoła Ortodoksyjnego, od 2011 arcybiskup Sidamo.

## Życiorys
Sakrę otrzymał 13 stycznia 1980 jako biskup Zachodniego Hararge. W latach 1981–1986 był arcybiskupem Erytrei, a 1986-1991 Dire Dawa. Od 1991 do 1992 był odpowiedzialny za archidiecezję Południowego Szoa, a 1992-1993 Południowego Wollo. 1994-1998 sprawował urząd arcybiskupa Zachodniego Szoa, a 1998-2001 Jerozolimy. W latach 2004–2007 przewodniczył Kościołowi etiopskiemu w USA. W 2011 został mianowany arcybiskupem Sidamo.